# Girl Panic!
Girl Panic! è un singolo del gruppo musicale britannico Duran Duran, pubblicato in Germania il 24 giugno 2011 come secondo estratto dal tredicesimo album in studio All You Need Is Now..

## Video musicale
Il videoclip, diretto da Jonas Åkerlund e pubblicato l'8 novembre 2011, vede come protagoniste le supermodelle Naomi Campbell, Cindy Crawford, Eva Herzigová, Helena Christensen e Yasmin Le Bon, moglie del frontman Simon Le Bon. Nel video,  ognuna impersonifica un membro del gruppo: la Campbell è Simon Le Bon, la Crawford è John Taylor, la Herzigova è Nick Rhodes, la Christensen è Roger Taylor, e la Le Bon il chitarrista Dominic Brown. Tra le scene, figurano anche gli stilisti Dolce e Gabbana, che hanno contribuito alle riprese.

## Tracce
1. Girl Panic! – 3:36
2. Girl Panic! (Youth Kills Remix) – 5:15
3. Girl Panic! (David Lynch Remix) – 4:10
4. Girl Panic! (Solarstone Presents Smashing Atoms Mix) – 8:35